# Исчезнувшие населённые пункты Красногвардейского района Крыма
Со времени присоединения 8 февраля 1784 года Крымского ханства к России на территории полуострова исчезло несколько сотен поселений, в том числе и в современном Красногвардейском районе. Если в дореволюционный период главной причиной запустения были многочисленные волны эмиграции крымских татар в Османскую империю (в основном из степных районов), то после установленя советской власти причины были больше административного характера: укрупнение деревень, признание «неперспективными». Представленный список, особенно в довоенной части, неполон, ввиду малого количества опубликованных источников.

## Сёла, включённые в состав других населённых пунктов
За историю района было ликвидировано множество сёл, многие из которых были слиты с соседними, иногда более крупными, а иногда "волевым " решением, с целью создания крупных сельхозцентров.
Большинство сёл были присоединены в период с 1954 по 1968 годы, в других случаях даты оговариваются отдельно. Переименование большинства сёл произведено указом Президиума Верховного Совета РСФСР от 18 мая 1948 года.
| Сёла, включённые в состав других населённых пунктов | Сёла, включённые в состав других населённых пунктов | Сёла, включённые в состав других населённых пунктов | Сёла, включённые в состав других населённых пунктов | Сёла, включённые в состав других населённых пунктов |
| Село                                                | К кому присоединено                                 | Старое название                                     | Годы включения                                      |                                                     |
| --------------------------------------------------- | --------------------------------------------------- | --------------------------------------------------- | --------------------------------------------------- | --------------------------------------------------- |
| Антоновка                                           | Даниловка                                           | —                                                   | с 1960 по 1968 годы                                 |                                                     |
| Богатырь                                            | Рогово                                              | —                                                   | с 1960 по 1968 годы                                 |                                                     |
| Вавилово                                            | Найдёновка                                          | до 1948 г. Бораган                                  | с 1962 по 1968 годы                                 |                                                     |
| Даниловка                                           | Красногвардейское                                   | —                                                   | с 1968 по 1977 годы                                 |                                                     |
| Журавлёвка                                          | Красногвардейское                                   | —                                                   | с 1954 по 1960 годы                                 |                                                     |
| Константиновка                                      | Красный Партизан                                    | до 1948 г. Борангар                                 | с 1960 по 1968 годы                                 |                                                     |
| Краснопольное                                       | Новоникольское                                      | —                                                   | 24.03.1997 года                                     |                                                     |
| Народное                                            | Пятихатка                                           | до 1948 г. Бакшай                                   | с 1954 по 1960 годы                                 |                                                     |
| Орта-Аблам                                          | Симоненко                                           | —                                                   | до 1948 года                                        |                                                     |
| Русское                                             | Амурское                                            | до 1948 г. Русский Биюк                             | с 1954 по 1960 годы                                 |                                                     |
| Славянка                                            | Пятихатка                                           | до 1948 г. Новый Отарчик                            | с 1962 по 1968 годы                                 |                                                     |
| Старый Отарчик                                      | Пятихатка                                           | —                                                   | до 1948 года                                        |                                                     |
| Студёное                                            | Мускатное                                           | до 1948 г. Мусаби-Адаргин                           | с 1954 по 1960 годы                                 |                                                     |
| Тихомировка                                         | Удачное                                             | до 1948 г. Джав-Борю                                | с 1960 по 1968 годы                                 |                                                     |
| Трудовое                                            | Марьяновка                                          | до 1948 г. Башлыча                                  | с 1960 по 1968 годы                                 |                                                     |
| Хлопковое                                           | Ленинское                                           | до 1948 г. Бютень                                   | с 1962 по 1968 годы                                 |                                                     |

- Новый Комрат (также Джамбулду-Конрат) — встречается в Статистическом справочнике Таврической губернии. Ч.II-я. Статистический очерк, выпуск пятый Перекопский уезд, 1915 год, как экономии Джамбулду-Конрат новый с немецким населением — 1 двор, 8 приписных жителей и 23 «посторонних»[6] и в указе Президиума Верховного Совета РСФСР от 18 мая 1948 года, которым Новый Комрат (также Джамбулду-Конрат) объединили с Разино[4].

## Сёла, исчезнувшие до 1926 года
На территории района (как и всего Крыма) было две крупных волны эмиграции: после присоединения к России и после Крымской войны.
Часть деревень опустела полностью, но ввиду расплывчатости привязки названий из Камерального Описания Крыма… 1784 года и большой неточности карт начала XIX века, составить полный перечень исчезнувших в те годы селений затруднительно. После второй волны эмиграции район практически опустел, а в оставшихся татарских селениях часто оставалось по 1—2 двора. Это послужило причиной последующего заселения колонистами, в основном немцами.
| Аджи-Даут           | 45°25′55″ с. ш. 34°28′05″ в. д. |                    |
| Аджи-Мулла-Кемельчи | 45°31′30″ с. ш. 34°18′50″ в. д. |                    |
| Байборю             | 45°30′55″ с. ш. 34°11′55″ в. д. | 1864 год           |
| Бешаран             | 45°26′45″ с. ш. 34°07′30″ в. д. |                    |
| Джангара            | 45°13′40″ с. ш. 34°26′20″ в. д. | после 1922 года    |
| Джюрчи              | 45°36′25″ с. ш. 34°07′10″ в. д. | до 1864 года       |
| Кенегез-Чакмак      | 45°28′20″ с. ш. 34°06′50″ в. д. |                    |
| Кир-Байлар          | 45°16′30″ с. ш. 34°03′10″ в. д. |                    |
| Кирмачи             | 45°17′05″ с. ш. 34°03′35″ в. д. |                    |
| Куль-Оба            | 45°25′40″ с. ш. 34°31′00″ в. д. |                    |
| Кучук-Карджав       | 45°34′00″ с. ш. 34°08′30″ в. д. | до 1887 года       |
| Кучук-Кудеяр        | 45°31′45″ с. ш. 33°59′25″ в. д. |                    |
| Кучук-Онлар         | 45°18′25″ с. ш. 34°06′15″ в. д. |                    |
| Ой-Ичиге            | 45°30′15″ с. ш. 34°27′55″ в. д. |                    |
| Орта-Кисек-Айтуган  | 45°18′20″ с. ш. 34°22′20″ в. д. | с 1892 по 1900 год |
| Тайке               | 45°31′00″ с. ш. 34°11′05″ в. д. | до 1864 года       |
| Ташлы-Тама          | 45°31′30″ с. ш. 34°12′20″ в. д. | до 1864 года       |
| Токмай-Ишунь        | 45°34′05″ с. ш. 34°07′00″ в. д. | до 1864 года       |
| Топчак              | 45°15′40″ с. ш. 34°07′10″ в. д. | до 1864 года       |
| Тюбей               | 45°23′55″ с. ш. 34°26′15″ в. д. | до 1864 года       |
| Тюбет-Адаргын       | 45°27′50″ с. ш. 34°32′25″ в. д. | до 1858 года       |
| Черкезинки          | 45°22′55″ с. ш. 34°07′45″ в. д. |                    |

### Малоупоминаемые селения
Перечисленные ниже сёла встречаются лишь в одном-двух исторических документах и сведений о них не достаточно для создания полноценной статьи.
- Аджаул 45°23′05″ с. ш. 34°08′00″ в. д.HGЯO — в Камеральном Описании… записан как Гаджи Авлай Ташлынского кадылыка Акмечетского каймаканства[7]. Обозначен на карте 1817 года как пустое село Аджаул[8].
- Айкиш — встречается в Статистическом справочнике Таврической губернии. Ч.II-я. Статистический очерк, выпуск пятый Перекопский уезд, 1915 год, согласно которому на хуторе Айкиш Александровской волости Перекопского уезда числилось 2 двора с русским населением в количестве 11 человек приписных жителей[6].
- Айше 45°16′20″ с. ш. 34°30′40″ в. д.HGЯO — располагался примерно в 2,5 километрах юго-западнее современного села Золотое; встречается как развалины на картах 1836[9] и 1842 года[10].
- Актачи 45°32′10″ с. ш. 34°03′50″ в. д.HGЯO — располагался примерно в 1,5 километрах северо-западнее современного села Карповка; встречается как развалины на картах 1836[11], 1842[12] 1865 годов[13].
- Багата 45°32′10″ с. ш. 34°30′20″ в. д.HGЯO — Располагался примерно в 1,5 километрах северо-восточнее современного села Нахимово; в Камеральном Описании… записана как Баката Насывского кадылыка Карасубазарского каймаканства[7]. Обозначена на карте 1817 года как пустое село Багата[14].
- Баш-Ойрат 45°32′25″ с. ш. 34°22′30″ в. д.HGЯO — Располагался примерно в полукилометре западнее современного села Плодородное; в Камеральном Описании… записан как Баш Ойрат Орта-Чонгарского кадылыка Карасубазарского каймаканства[7]. На карте 1817 года обозначена пустующей[15].
- Бешаран 45°31′50″ с. ш. 34°22′20″ в. д.HGЯO. Располагался примерно в 1 километре северо-восточнее современного села Ровное — в Камеральном Описании… — Бешаран Насывского кадылыка Карасъбазарскаго каймаканства[7]; обозначен как пустое село Бешеран на карте 1817 года[16].
- Давыдовка — 45°15′55″ с. ш. 34°34′00″ в. д.HGЯO. Располагалась примерно в 2,5 километрах юго-восточнее современного села Золотое[17], впервые встречается в «…Памятной книжке Таврической губернии на 1900 год», как экономия Исаака Давидовка Табулдинской волости, без жителей и домохозяйств[18], но с 2734 десятинами земли. В Статистическом справочнике Таврической губернии 1915 года, как деревня Давыдовка (она же Секизек)в которой числилось 3 двора без населения[6]
- Джайлар 45°15′20″ с. ш. 34°05′10″ в. д.HGЯO — Располагался примерно в 4 километрах юго-западнее современного села Амурское; обозначен как пустое село на карте 1817 года[19].
- Джургун 45°13′50″ с. ш. 34°29′10″ в. д.HGЯO — располагался примерно в 2 км к юго-востоку от современного села Орловка на границе с Белогорским районом. В Камеральном Описании… записан как Чуркун Борулчанского кадылыка Карасубазарского каймаканства[7], на карте 1817 года — как пустующая деревня Чургун[20], на картах 1836[9], 1842[21] и 1865 годов[22] как хутор Джургун. Балка, в которой располагалось село, подписывалась на картах как урочище Джургун вплоть до 1940-х годов[23].
- Дорт-Иляк 45°21′25″ с. ш. 33°59′55″ в. д.HGЯO —располагался примерно в 3 километрах юго-западнее современного села Котельниково. В Камеральном Описании… записан как Дюрт Ойлу Лак Ташлынского кадылыка Акмечетского каймаканства[7]. На карте 1817 года в Дёрт Улеляк (совместно с селением Лепендилер ляк, который более не встречается) значится 27 дворов[24], на карте 1836 года в деревне 3 дворов[25], а на карте 1842 года обозначен, как малое село Дорт-Иляк[26].
- Кабай 45°26′00″ с. ш. 34°16′35″ в. д.HGЯO — Располагался примерно в 1 километре севернее современного села Некрасово; в Камеральном Описании… записан как Кабай Ташлынского кадылыка Акмечетского каймаканства[7]. Обозначен на карте 1817 года как пустое село[27].
- Кибач — упоминается только в «Памятной книге Таврической губернии 1889 года», как деревня Григорьевской волости с 12 дворами и 65 жителями[28].
- Китай-Казанки — упоминается только в «Памятной книге Таврической губернии 1889 года», как деревня Григорьевской волости с 8 дворами и 64 жителями[28].
- Костельчик 45°15′55″ с. ш. 34°11′40″ в. д.HGЯO — Располагался примерно в 1 километре восточнее современного села Искра; отмечен как развалины деревни на карте 1836[29] 1842 года[30].
- Кульджабу — 45°30′45″ с. ш. 34°00′35″ в. д.HGЯO. Находилась на западе района, примерно в 3 километрах севернее села Известковое, встречается, как развалины, на картах 1836[31] и 1842 года[32].
- Миштель 45°24′00″ с. ш. 34°22′20″ в. д.HGЯO — Располагался примерно в 1 километре северо-западнее современного села Новоникольское, встречается только как карте 1817 года без указания числа дворов[33].
- Ново-Алексеевка — встречается в Календаре и Памятной книжке Таврической губернии на 1900 год, согласно которой на хуторе в составе Айтуганского сельского общества Табулдинской волости Симферопольского уезда числилось 29 жителей в 8 домохозяйствах с 500 десятинами земли в личной собственности[18].
- Новый Кабач — встречается в «…Памятной книжке Таврической губернии на 1902 год», согласно которой в деревне Новый Кабач, приписанной к волости для счёта, Бютеньской волости Перекопского уезда, находившейся в частной собственности Аедина Муедина, числилось 23 жителя 11 домохозяйствах[34]. По Статистическому справочнику Таврической губернии. Ч.II-я. Статистический очерк, выпуск пятый Перекопский уезд, 1915 год, на хуторе Новый Кабач Бютеньской волости Перекопского уезда числилось 2 двора со смешанным населением в количестве 6 человек приписных жителей и 36 — «посторонних» жителей[6].
- Урман-Термень — встречается в Статистическом справочнике Таврической губернии. Ч.II-я. Статистический очерк, выпуск пятый Перекопский уезд, 1915 год, согласно которому в деревне Урман-Термень Бютеньской волости Перекопского уезда числился 1 двор с русским населением в количестве 10 человек приписных жителей[6].
- Фельценбрун — упоминается только в «Памятной книге Таврической губернии 1889 года», как деревня Григорьевской волости с 6 дворами и 35 жителями[28].
- Чигир — упоминается только в «Памятной книге Таврической губернии 1889 года», как деревня Григорьевской волости с 34 дворами и 165 жителями[28].
- Чубурлар-Джурт 45°32′00″ с. ш. 34°20′15″ в. д.HGЯO — Располагался примерно в 1,5 километрах юго-западнее современного села Знаменка, встречается, как развалины, на картах 1836[35], 1842[36] и 1865 года[37].
- Шенталь — упоминается только в «Памятной книге Таврической губернии 1889 года», как деревня Григорьевской волости с 8 дворами и 45 жителями[28].

## Населённые пункты, исчезнувшие с 1926 по 1948 год
Многие сёла этого раздела исчезают из документов, ещё и за их недостаточностью, в предвоенное время, хотя, скорее всего, опустевшие в результате войны и депортаций (немцев — в начале, крымских татар и представителей других народов, которых, впрочем, в районе было немного, — в конце войны) сёла попросту прекратили существование и больше не возрождались.
| Аджикеч     | 45°23′00″ с. ш. 34°05′25″ в. д. | с 1942 по 1948 год |
| Биюк-Кабач  | 45°23′25″ с. ш. 34°04′10″ в. д. | с 1942 по 1948 год |
| Джиен-Софу  | 45°31′10″ с. ш. 34°02′15″ в. д. | с 1942 по 1948 год |
| Джелкую     | 45°17′25″ с. ш. 34°14′35″ в. д. | с 1942 по 1948 год |
| Кара-Софу   | 45°32′55″ с. ш. 34°04′35″ в. д. | с 1942 по 1948 год |
| Кемельчи    | 45°23′15″ с. ш. 34°25′10″ в. д. | с 1938 по 1942 год |
| Кенегез     | 45°23′30″ с. ш. 34°11′10″ в. д. | с 1942 по 1948 год |
| Котур-Бурчи | 45°21′10″ с. ш. 34°27′00″ в. д. | с 1942 по 1948 год |
| Кучук-Кабач | 45°23′10″ с. ш. 34°05′00″ в. д. | с 1942 по 1948 год |
| Ногайники   | 45°29′05″ с. ш. 34°12′25″ в. д. | с 1922 по 1941 год |
| Шагалак     | 45°23′10″ с. ш. 34°03′15″ в. д. | с 1942 по 1948 год |

Перечисленные ниже сёла встречаются лишь в одном-двух исторических документах и сведений о них не достаточно для создания полноценной статьи.
- Десятилетка — якобы существовало в довоенные годы, упоминается только на сайте Калининского сельсовета[41].
- Дмитриевка 45°18′20″ с. ш. 34°26′35″ в. д.HGЯO — хутор, располагался на юго-востоке района, примерно в 4 километрах севернее современного села Найдёновка[42]. Упоминается в Списке населённых пунктов Крымской АССР по Всесоюзной переписи 17 декабря 1926 года, согласно которому в нём числилось 2 двора, оба крестьянские, население составляло 14 человек, из них 11 болгар и 3 украинца[43].
- Красный Крым 45°24′55″ с. ш. 34°26′35″ в. д.HGЯO — артель, располагалась примерно у южной окраины современного села Новопокровка[44]. Упоминается в Списке населённых пунктов Крымской АССР по Всесоюзной переписи 17 декабря 1926 года, согласно которому в артели числилось 10 дворов, все крестьянские, население составляло 63 человека, все болгары[43].
- Ротенштадт (4-й участок) — село Ротендорфского сельсовета Джанкойского района. Упоминается в Списке населённых пунктов Крымской АССР по Всесоюзной переписи 17 декабря 1926 года, согласно которому в нём числилось 48 дворов, из них 46 крестьянских, население составляло 190 человек, из них 184 еврея, 3 русских и 3 украинца[43].
- Сарганак 45°15′35″ с. ш. 34°30′30″ в. д.HGЯO — располагался на юго-востоке района, примерно в 5 километрах восточнее современного села Найдёновка[45]. По Статистическому справочнику Таврической губернии. Ч.II-я. Статистический очерк, выпуск шестой Симферопольский уезд, 1915 год, на хуторе Сарганак В. М. Мантеля Табулдинской волости Симферопольского уезда числилось 3 двора с немецким населением в количестве 11 человек приписных жителей и 22 — «посторонних»[6]. Согласно Списку населённых пунктов Крымской АССР по Всесоюзной переписи 17 декабря 1926 года, на хуторе Сарганак, Табулдинского сельсовета Симферопольского района, числилось 9 дворов, все крестьянские, население составляло 34 человека, из них 18 русских, 13 немцев, 3 записаны в графе «прочие»[43].
- Топалов — хутор Джума-Абламского сельсовета Симферопольского района. Упоминается в Списке населённых пунктов Крымской АССР по Всесоюзной переписи 17 декабря 1926 года, согласно которому в нём числилось 2 двора, все крестьянские, население составляло 17 человек, все евреи[43].
- Фёдоровка 45°13′55″ с. ш. 34°21′40″ в. д.HGЯO — располагалась примерно в 2 километрах восточнее современного села Колодезное; на карте Крыма 1926 года Крымского Стат. управления обозначена, как хутор[46], в Списке населённых пунктов Крымской АССР по Всесоюзной переписи 17 декабря 1926 года, как село Чонгравского сельсовета Симферопольского района, в котором числилось 7 дворов, все крестьянские, население составляло 30 человек, все русские[43].

## Сёла, исчезнувшие после 1948 года
Большинство сёл в списке, насколько известно из опубликованных данных, было упразднено между 1954 и 1968 годами. Другие даты ликвидации помечены особо. Новые названия, взамен исконных, присвоены, в основном, указом Президиума Верховного Совета РСФСР от 18 мая 1948 года. Данные о принадлежности к сельсоветам приведены по справочнику 1968 года.
| Сёла, исчезнувшие после 1948 года | Сёла, исчезнувшие после 1948 года | Сёла, исчезнувшие после 1948 года                      | Сёла, исчезнувшие после 1948 года | Сёла, исчезнувшие после 1948 года |
| Село                              | Координаты                        | Старое название                                        | Местоположение (сельсовет)        | Годы упразднения                  |
| --------------------------------- | --------------------------------- | ------------------------------------------------------ | --------------------------------- | --------------------------------- |
| Акимовка                          | 45°24′45″ с. ш. 34°21′40″ в. д.   | до 1948 года Бек-Булатчи                               | Марьяновский сельсовет            | с 1977 по 1985 год                |
| Анастасьево                       | 45°29′55″ с. ш. 34°03′30″ в. д.   | до 1948 года Тереклы-Ишунь                             | Петровский сельсовет              | с 1954 по 1968 год                |
| Багликово                         | 45°22′20″ с. ш. 34°10′55″ в. д.   | до 1948 года Аджи-Мамбет                               | Пятихатский сельсовет             | с 1954 по 1968 год                |
| Барабановка                       | 45°17′50″ с. ш. 34°26′50″ в. д.   | —                                                      | Колодезянский сельсовет           | с 1960 по 1968 год                |
| Белокаменка                       | 45°26′00″ с. ш. 34°04′45″ в. д.   | до 1948 года Таук-Джамин                               | Краснознаменский сельсовет        | с 1954 по 1968 год                |
| Беседино                          | 45°29′45″ с. ш. 34°11′35″ в. д.   | до 1948 года Ташлы-Шейх-Эли                            | Петровский сельсовет              | с 1968 по 1977 годы               |
| Бутовка                           | 45°27′15″ с. ш. 34°10′50″ в. д.   | до 1948 года Кендже-Ташлы-Конрат                       | Петровский сельсовет              | с 1954 по 1968 годы               |
| Велигино                          | 45°13′50″ с. ш. 33°59′05″ в. д.   | до 1948 года Эки-Баш                                   | Ленинский сельсовет               | до 1954 года                      |
| Голиково                          | 45°18′10″ с. ш. 34°25′20″ в. д.   | до 1948 года нас. пункт с-за Вибе                      | Колодезянский сельсовет           | с 1954 по 1968 годы               |
| Горловка                          | 45°36′55″ с. ш. 34°01′05″ в. д.   | до 1948 года Эльгеры-Каракчора                         | Александровский сельсовет         | с 1954 по 1968 годы               |
| Ельня                             | 45°20′00″ с. ш. 33°55′40″ в. д.   | до 1948 года Менлер                                    | Краснознаменский сельсовет        | после 1.06. 1977 года             |
| Жуковское                         | 45°13′45″ с. ш. 34°25′00″ в. д.   | до 1948 года Айтуган Татарский                         | Найдёновский сельсовет            | до 1954 года                      |
| Карьерное                         | 45°28′10″ с. ш. 34°02′10″ в. д.   | до 1948 года Таш-Казган-Конрат                         | Петровский сельсовет              | с 1968 по 1977 годы               |
| Ковали                            | 45°26′10″ с. ш. 34°29′05″ в. д.   | до начала 1960-х Вавилово, до 1948 года Коджангул      | Новопокровский сельсовет          | с 1954 по 1968 годы               |
| Ковыльное                         | 45°32′30″ с. ш. 34°06′50″ в. д.   | до 1948 года Ишунь Немецкий                            | Александровский сельсовет         | с 1954 по 1968 годы               |
| Колпино                           | 45°20′15″ с. ш. 34°29′15″ в. д.   | до 1948 года Бурчи-Кондараки                           | Зерновский сельсовет              | с 1954 по 1968 годы               |
| Красноармейское                   | 45°26′35″ с. ш. 34°13′00″ в. д.   | до 1948 года Ташлы-Конрат                              | Петровский сельсовет              | с 1954 по 1968 годы               |
| Красновка                         | 45°17′40″ с. ш. 33°56′50″ в. д.   | до 1948 года нас. пункт к-за «Новая жизнь»             | Краснознаменский сельсовет        | с 1977 по 1985 годы               |
| Красное                           | 45°19′35″ с. ш. 34°26′30″ в. д.   | до 1948 года Куру-Джага-Шейх-Эли                       | Ровновский сельсовет              | с 1954 по 1968 годы               |
| Крыловка                          | 45°14′40″ с. ш. 34°00′30″ в. д.   | до 1948 года Киябак                                    | Ленинский сельсовет               | 16.09.1986 г.                     |
| Куропатное                        | 45°22′40″ с. ш. 34°00′45″ в. д.   | до начала 1960-х Разино, до 1948 года Джанболду-Конрат | Краснознаменский сельсовет        | с 1968 по 1.06. 1977 года         |
| Лисички                           | 45°24′55″ с. ш. 34°24′15″ в. д.   | до 1948 года Джага-Баши                                | Ровновский сельсовет              | с 1954 по 1968 годы               |
| Ложбинное                         | 45°23′20″ с. ш. 34°08′50″ в. д.   | до 1948 года Итак Старый                               | Полтавский сельсовет              | до 1954 года                      |
| Ломоносово                        | 45°19′10″ с. ш. 34°03′15″ в. д.   | до 1948 года Бай-Когенлы                               | Амурский сельсовет                | с 1968 по 1977 годы               |
| Малое                             | 45°33′05″ с. ш. 34°15′05″ в. д.   | до 1948 года Кадыр-Аджи                                | Калининский сельсовет             | с 1954 по 1968 годы               |
| Мостовое                          | 45°22′45″ с. ш. 34°20′00″ в. д.   | до 1948 года Султан-Базар                              | Янтарненский сельсовет            | с 1954 по 1968 годы               |
| Неглинка                          | 45°14′30″ с. ш. 34°06′00″ в. д.   | до 1948 года Шибань                                    | Амурский сельсовет                | до 1954 года                      |
| Низовое                           | 45°15′50″ с. ш. 34°24′00″ в. д.   | до 1948 года Новые Теленчи                             | Колодезянский сельсовет           | 19 ноября 2008 года               |
| Николаево                         | 45°28′05″ с. ш. 34°21′50″ в. д.   | до 1948 года Найдорф                                   | Петровский сельсовет              | с 1954 по 1968 годы               |
| Подгорное                         | 45°16′25″ с. ш. 34°31′00″ в. д.   | до 1948 года Джайчи                                    | Найдёновский сельсовет            | с 1968 по 1977 годы               |
| Полюшкино                         | 45°20′30″ с. ш. 34°26′45″ в. д.   | до 1948 года Бурчи                                     | Ровновский сельсовет              | с 1954 по 1968 годы               |
| Пугачёво                          | 45°36′45″ с. ш. 34°07′25″ в. д.   | до 1948 года Александровка 4-я                         | Александровский сельсовет         | с 1960 по 1968 год                |
| Пушкари                           | 45°21′20″ с. ш. 33°59′15″ в. д.   | до 1948 года Тали-Иляк                                 | Краснознаменский сельсовет        | с 1968 по 1977 годы               |
| Разино                            | 45°30′50″ с. ш. 34°01′40″ в. д.   | до 1948 года Джага-Челеби                              | Клепининский сельсовет            | с 1968 по 1977 годы               |
| Речное                            | 45°21′10″ с. ш. 34°18′10″ в. д.   | до 1948 года Салгир-Кият                               | Пятихатский сельсовет             | с 1954 по 1968 годы               |
| Хмельницкое                       | 45°19′55″ с. ш. 34°06′35″ в. д.   | до 1948 года Коген-Джалга                              | Амурский сельсовет                | с 1954 по 1968 годы               |
| Челюскинец                        | 45°38′05″ с. ш. 34°01′30″ в. д.   | —                                                      | Александровский сельсовет         | с 1968 по 1977 год                |
| Чижовка                           | 45°33′15″ с. ш. 34°11′55″ в. д.   | до 1948 года Вакуф-Карджав                             | Калининский сельсовет             | с 1954 по 1968 годы               |
| Чкалово                           | 45°32′40″ с. ш. 34°09′30″ в. д.   | до 1948 года Биюк-Карджав                              | Клепининский сельсовет            | 1986 год                          |

### Малоупоминаемые селения
Перечисленные ниже сёла встречаются лишь в одном-двух исторических документах и сведений о них не достаточно для создания полноценной статьи.
- Долгополовка — упоминается в Списке населённых пунктов Крымской АССР по Всесоюзной переписи 17 декабря 1926 года, как хутор Даниловского сельсовета Джанкойского района с 3 дворами и 11 жителями: 9 русских, 2 украинцев[43]. На 15 июня 1960 года в том же совете Красногвардейского района[49]). Упразднено к 1968 году (согласно справочнику «Крымская область. Административно-территориальное деление на 1 января 1968 года» — в период с 1954 по 1968 годы) как село Марьяновского сельсовета[50].
- Красный Строитель 45°27′50″ с. ш. 33°59′00″ в. д.HGЯO — Располагался примерно в 1 километре южнее современного села Известковое упоминается в справочнике 1960 года, как село Петровского сельсовета[49], упразднено к 1968 году (согласно справочнику «Крымская область. Административно-территориальное деление на 1 января 1968 года» — в период с 1954 по 1968 год, того же сельсовета[50]), на картах обозначено урочище с таким названием[51].
- Нововесёлое 45°33′25″ с. ш. 34°25′50″ в. д.HGЯO — Располагалось примерно в 2 километрах севернее современного села Чапаево, встречается на карте Генштаба Красной Армии 1942 года[52], упоминается в «Справочнике административно-территориального деления Крымской области на 15 июня 1960 года», как село Плодородненского сельсовета[49], упразднено к 1968 году (согласно справочнику «Крымская область. Административно-территориальное деление на 1 января 1968 года» — в период с 1954 по 1968 годы[50]) как селоВосходненского сельсовета.
- Первое Мая 45°35′35″ с. ш. 34°10′00″ в. д.HGЯO — Располагалось примерно в 3,5 километрах западнее современного села Калинино. Обозначено на каре Генштаба Красной Армии 1942 года[53], упоминается в «Справочнике административно-территориального деления Крымской области на 15 июня 1960 года», как село Калининского сельсовета[49]. Упразднено к 1968 году (согласно справочнику «Крымская область. Административно-территориальное деление на 1 января 1968 года» — в период с 1954 по 1968 годы того же сельсовета[50]).
- Пшеничное — посёлок Ровновского сельсовета, упразднён до 1960 года, поскольку в «Справочнике административно-территориального деления Крымской области на 15 июня 1960 года» селение уже не значилось (согласно справочнику «Крымская область. Административно-территориальное деление на 1 января 1968 года» — в период с 1954 по 1968 годы[50]).
- Тарасовка 45°12′25″ с. ш. 33°59′20″ в. д.HGЯO — Располагалась примерно в 1,5 километрах восточнее современного села Сумское Симферопольского района. Возникла между 1936 годом, когда Тарасовки на картах ещё нет[54] и 1942 годом, когда она же обозначена[55]. Упразднена до 1960 года, поскольку в «Справочнике административно-территориального деления Крымской области на 15 июня 1960 года» селение уже не значилось (согласно справочнику «Крымская область. Административно-территориальное деление на 1 января 1968 года» — в период с 1954 по 1968 годы[50].